# Habloville
Habloville audioⓘ ist eine französische Gemeinde mit 335 Einwohnern (Stand 1. Januar 2022) im Département Orne in der Region Normandie.

## Geografie
Habloville liegt 30 Kilometer nordöstlich der Stadt Flers. Wenige Kilometer südlich befindet sich die Orne mit dem Lac de Rabodanges. Die nächstgelegenen Orte sind Neuvy-au-Houlme im Norden, Ri im Osten, Giel-Courteilles im Süden und Champcerie im Westen. Das Gemeindegebiet wird von der Baize durchflossen, die in Habloville entspringt.

## Geschichte und Kultur
Der Dolmen La Pierre des Bignes aus der Jungsteinzeit, ein Hügelgrab, sowie mehrere Werkzeugfunde stellen die ältesten Spuren der menschlichen Besiedlung dar. 

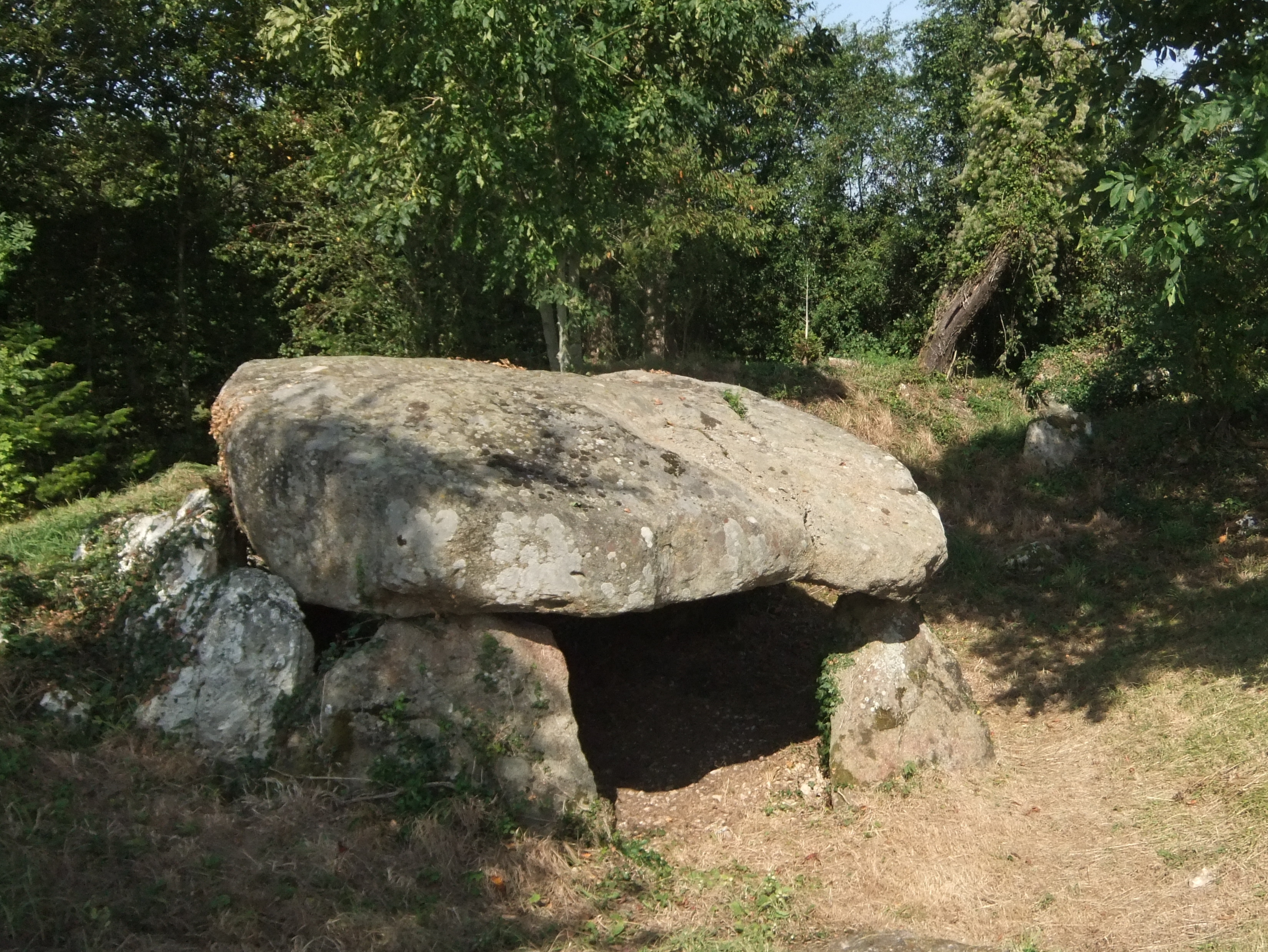
La Pierre des Bignes

Der heutige Ort geht vermutlich auf die Römerzeit zurück. Eine erste Dorfkirche entstand im 11. Jahrhundert an der Position der heutigen Kirche. Im Jahr 1053, als sich der Ort im Besitz der Herren von Bellême befand, wurde die Kirche geweiht. Weil Habloville am Jakobsweg und am Pilgerweg zum Mont-Saint-Michel lag, war das Dorf im Mittelalter relativ wohlhabend. Vom Umbau der Kirche im 13. Jahrhundert sind einige Elemente erhalten geblieben. Habloville war wenig vom Hundertjährigen Krieg betroffen. Im 15. Jahrhundert entstanden mit Saint-Jacques und Saint-Julien zwei Kapellen. Nahe dem Ort befanden sich Kalköfen, die unter anderem von den Schmieden in Putanges-Pont-Écrepin genutzt wurden. Im 19. Jahrhundert wurden sie stillgelegt. Habloville war über einen Telegrafen mit Paris verbunden. Die Übertragung dauerte bei einem Versuch sechs Minuten. 1973 wurde eine Fördergruppe für die lokale Kirche ins Leben gerufen, die 1992 eine neue Orgel stiftete. Die Dorfkirche trägt den Namen Notre-Dame de la Nativité (Mariä Geburt). In der Kirche befinden sich zahlreiche Kulturdenkmäler, darunter eine Figur der Jungfrau Maria mit dem Kind sowie eine Holztäfelung aus dem 15. Jahrhundert.

### Bevölkerungsentwicklung
| Jahr      | 1962 | 1968 | 1975 | 1982 | 1990 | 1999 | 2008 | 2018 |
| Einwohner | 359  | 346  | 262  | 225  | 262  | 267  | 319  | 326  |